# Enargia abluta
Enargia abluta là một loài bướm đêm trong họ Noctuidae.